# Lindera concinna
Lindera concinna är en lagerväxtart som beskrevs av Henry Nicholas Ridley. Lindera concinna ingår i släktet Lindera och familjen lagerväxter. Utöver nominatformen finns också underarten L. c. reticulata.